# 里利湖 (伊利諾伊州)
里利湖（英語：Reily Lake）是位於美國伊利諾伊州蘭道夫縣的一個非建制地區。該地的面積和人口皆未知。

## 地理
里利湖的座標為37°58′45″N 89°55′15″W / 37.97917°N 89.92083°W，而該地的平均海拔高度為118米（即387英尺）。